# Океанско дно
Океанско дно је дно океана, углавном сличне структуре за поједине океане. Изглед му одређују физичке појаве, углавном тектоника.